# 張文郁 (乾隆進士)
張文郁（?—?），字世球，福建福州永泰县盘谷人，清朝政治人物、進士出身。
乾隆十七年，登進士，任延平府教授，定州曲阳知县。